# Vela (constelación)
Vela o las Velas es una constelación austral, una de las cuatro partes en que fue dividida la constelación de Argo Navis o la Nave Argos, siendo las otras Carina (la quilla), Puppis (la popa) y Pyxis (la brújula).

## Características destacables

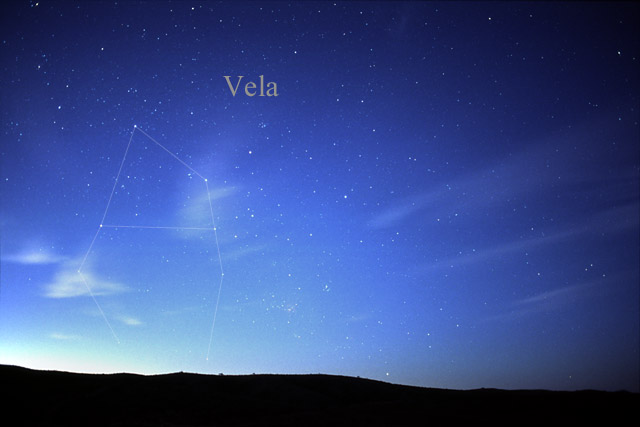
Constelación de Vela

Vela comparte la denominación de Bayer de sus estrellas con las otras tres constelaciones que formaban parte del Argo Navis, por lo que no tiene estrellas α o β. Su estrella más brillante, con magnitud 1,75, es γ Velorum, un sistema estelar múltiple que contiene la estrella de Wolf-Rayet más brillante del cielo. Esta es una estrella evolucionada muy caliente —su temperatura efectiva es de aproximadamente 47 500 K— y es una de los candidatas a supernova más próximas a la Tierra.
Está acompañada por una estrella azul de tipo espectral O7.5III, 363 000 veces más luminosa que nuestro Sol, cuyo período orbital es de 78,53 días.
γ Velorum se encuentra a 1235 ± 13 años luz del sistema solar.
La segunda estrella más brillante de Vela es δ Velorum, oficialmente llamada Alsephina, sistema estelar triple a 80 años luz que contiene una binaria eclipsante cuyo período orbital es de 45,15 días. Durante el eclipse, su brillo disminuye 0,40 magnitudes.
La estrella más externa completa una órbita alrededor del par interior cada 143,2 años.
Los tipos espectrales son A2IV y A4V para las componentes de la binaria eclipsante, y F8V para la componente exterior; la edad estimada del sistema es de 400 - 500 millones de años.
λ Velorum, conocida como Suhail, es el tercer astro más brillante de la constelación; es una estrella naranja clasificada entre gigante luminosa y supergigante, con un radio 210 veces más grande que el del Sol y ligeramente variable.
Le sigue en brillo κ Velorum, estrella blanco-azulada de tipo espectral B2IV-V con una luminosidad equivalente a la de 18 400 soles. Al igual que δ Velorum, también es una binaria espectroscópica.
δ Velorum y κ Velorum, junto con Avior (ε Carinae) y Aspidiske (ι Carinae), forman el asterismo de la Falsa Cruz, versión aumentada pero más tenue de la Cruz del Sur.
μ Velorum es otra estrella binaria en la constelación, integrada por una gigante amarilla de tipo espectral G6III y una acompañante más tenue de tipo F4V o F5V, con un período orbital entre 116 y 138 años.
N Velorum es una gigante de tipo K5III de dos masas solares con un radio 66 veces más grande que el del Sol.
Otra estrella interesante es φ Velorum, conocida por su nombre chino Tseen Ke; es una distante supergigante azul —se encuentra a unos 1600 años luz— de tipo B5Ib con una luminosidad 11 000 veces superior a la luminosidad solar.
Mucho más próxima a nosotros, a 61 años luz, ψ Velorum es una binaria cuyas componentes, de tipo F0IV y F3IV, completan una órbita alrededor del centro de masas común cada 33,95 años.
Asimismo, p Velorum es un sistema triple compuesto por dos estrellas de tipo F3IV y F0V que se mueven a corta distancia —su período orbital es de 10,21 días— y una estrella blanca de la secuencia principal de tipo A6V que emplea 16,54 años en orbitar en torno al par interior.
Por su parte, M Velorum y q Velorum son igualmente estrellas blancas de la secuencia principal; la primera, de tipo A7V, tiene una temperatura efectiva de 7977 K, mientras que la segunda es una estrella A2V más caliente —8707 K— 22 veces más luminosa que el Sol.

Imagen del anillo de polvo que rodea a V390 Velorum obtenida con el VLT

Vela contiene varias cefeidas como V Velorum o AH Velorum. La primera oscila entre magnitud 7,19 y 7,95 a lo largo de un período de 4,3710 días, mientras que la segunda lo hace entre 5,50 y 5,89 cada 4,2271 días.
En cambio, S Velorum y CV Velorum son binarias eclipsantes; las componentes de la primera tienen tipo A5Ve y K5IIIe, siendo su período de 5,9336 días, mientras que en CV Velorum ambas son estrellas calientes de tipo B2.5V con un período orbital de 6,8895 días.
En esta constelación también se localiza AI Velorum, prototipo de un grupo de estrellas pulsantes denominadas variables AI Velorum. Su variabilidad fue detectada en 1931 por Ejnar Hertzsprung.
Otra variable de interés es V390 Velorum, estrella en evolución desde la fase de gigante roja a la fase de enana blanca, transición en donde la expulsión de un gran envoltorio de gas y polvo da lugar a la formación de una nebulosa planetaria.
KQ Velorum es una estrella químicamente peculiar cuyo espectro muestra peculiaridades en las bandas de europio, cromo y silicio. Clasificada como variable Alfa2 Canum Venaticorum, está acompañada por una estrella de neutrones de más de dos masas solares.
De características parecidas es IM Velorum, cuya superficie muestra áreas enriquecidas en litio, europio y oxígeno.
GZ Velorum es una gigante luminosa y una variable de período largo cuyo brillo fluctúa casi 0,4 magnitudes: de tipo K2.5II, tiene una masa 4,6 veces mayor que la del Sol.
LR Velorum es una distante supergigante azul de tipo B6Ia con una masa 30 veces mayor que la del Sol, por lo que finalizará su corta vida explotando en forma de supernova; es una variable Alfa Cygni cuyo brillo oscila 0,072 magnitudes a lo largo de un período de 1,695 días.
En esta constelación también se encuentra CPD-57 2874, una supergigante de tipo B[e]; estas son estrellas post-secuencia principal muy luminosas que muestran exceso en el infrarrojo debido a polvo circundante caliente. Se encuentra a unos 2500 pársecs de distancia, tiene una temperatura efectiva de 20 000 K y una luminosidad más de 100 000 veces mayor que la del Sol.
Vela contiene varias estrellas con exoplanetas.
HD 75289 es una enana amarilla algo más caliente que el Sol que posee un planeta cuya masa es al menos el 42% de la masa de Júpiter; dicho planeta se mueve muy cerca de la estrella, completando una órbita en sólo 3 días y medio.
Alrededor de otra enana amarilla, HD 93385, se han descubierto dos planetas de tipo supertierra que completan una órbita cada 13,2 y 46 días respectivamente.
HD 83443 —denominada Kalausi de acuerdo a la UAI—, es una enana naranja de tipo K0V rica en metales con un planeta que también orbita muy próximo a su estrella, apenas a un 11% de la distancia existente entre Mercurio y el Sol. De características parecidas es HD 85390 —llamada Natasha—, alrededor de la cual se ha descubierto un planeta con una masa mínima equivalente a 42 masas terrestres.
Gliese 370 (HD 85512) es otra enana algo más fría —tipo espectral K5V— que puede albergar un planeta, HD 85512 b, similar a la Tierra en cuanto a condiciones de habitabilidad.
Por último, en esta constelación se localiza el exoplaneta WASP-19b, descubierto en 2009, notable por tener el período orbital más corto entre todos los planetas conocidos: 0,789 días o 18,9 horas.
También en Vela se encuentra Luhman 16 (WISE 1049-5319), sistema binario compuesto por dos enanas marrones a sólo 6,6 años luz del sistema solar. Las masas de ambas componentes son 34 y 28 veces mayor que la de Júpiter; la separación entre ellas es de 3,5 ua, siendo el período orbital de 27 años aproximadamente.

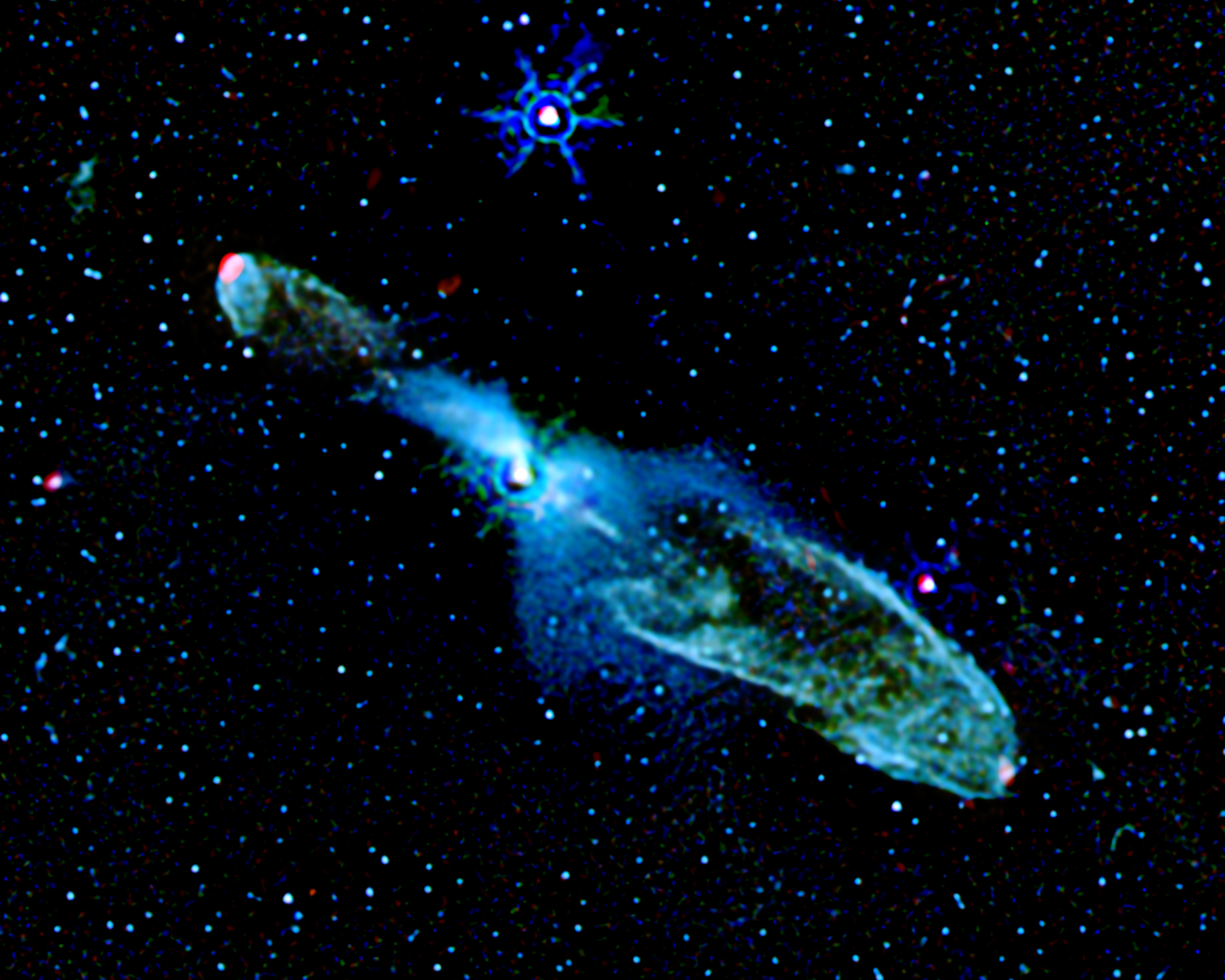
Imagen en infrarrojo del telescopio espacial Spitzer de HH 46/47

Distante 450 pársecs, HH 46/47 es un complejo de objetos Herbig-Haro en un glóbulo de Bok cerca de la Nebulosa Gum. Los chorros de gas parcialmente ionizado que emergen de la joven estrella producen choques visibles al impactar con el medio circundante. Descubierto en 1977, es uno de los objetos Herbig-Haro más estudiados.

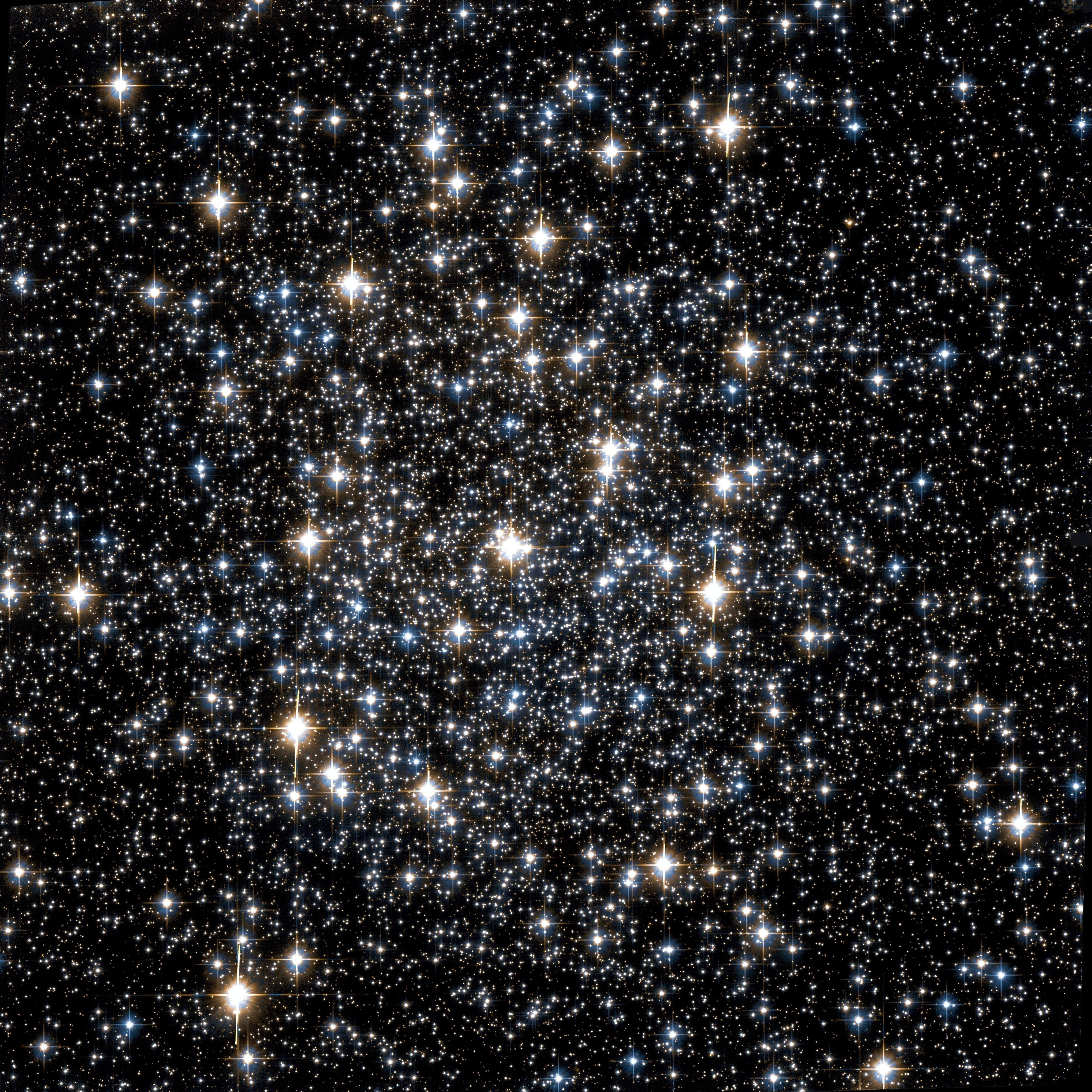
Imagen del cúmulo globular NGC 3201 obtenida con el telescopio espacial Hubble

Vela X-1 es una binaria de rayos X de alta masa compuesta por un púlsar y una supergigante azul de tipo B con una masa equivalente a 23 masas solares. El sistema se localiza aproximadamente a 2 kiloparsecs de la Tierra.
Otro objeto interesante es el Púlsar de Vela (HU Velorum): la identificación óptica de este púlsar asociado al resto de supernova de Vela constituyó la prueba directa de la relación existente entre supernovas y púlsares. Es el púlsar más brillante del firmamento en radiofrecuencias y rota a razón de 11,195 veces por segundo. Su temperatura superficial alcanza los 660 000 K.
Otro resto de supernova presente en la constelación, a menudo llamado Vela Junior, se sitúa (en proyección) dentro del resto de supernova Vela, mucho más grande y antiguo; Vela Junior parece tener una edad estimada de al menos 2400 años.
NGC 3132, conocida como la nebulosa del Anillo del Sur, es una brillante nebulosa planetaria de magnitud aparente +9,87 situada a 865 pársecs. En el centro de su estructura elíptica, la estrella central es una enana blanca caliente con una temperatura efectiva de 105 000 K; al noreste de este objeto se puede observar una estrella de secuencia principal ligeramente evolucionada de tipo espectral A2V. La enana blanca está envuelta en una nube de polvo.
NGC 2792 es otra nebulosa planetaria en Vela: tiene forma casi circular y, de acuerdo a la paralaje medida por el observatorio espacial GAIA, se encuentra a más de 3300 pársecs de la Tierra.
Diversos cúmulos abiertos pueden ser observados en Vela. IC 2391 ocupa un área de unos 50 minutos de arco y contiene unas 30 estrellas, siendo ο Velorum la más brillante entre ellas.
Tiene una metalicidad similar a la del Sol y se piensa que se formó junto a la asociación estelar de Argus.
NGC 2547, distante 460 pársecs, es considerado un cúmulo joven de unos 35 millones de años de antigüedad. Otro cúmulo algo más antiguo —con una edad de 125 millones de años— es NGC 2670, situado a 1190 pársecs de distancia.
Por el contrario, NGC 3201 es un cúmulo globular descubierto por James Dunlop en 1826. La población estelar de este cúmulo no es homogénea, característica muy poco habitual en cúmulos, tendiendo a estar las estrellas rojas y frías más cerca de su núcleo. Distante 4900 pársecs, se caracteriza por su elevado número de estrellas variables.
RCW 36 es una región de formación estelar que ha dado lugar a varios cientos de estrellas jóvenes que iluminan una región HII.
Está aproximadamente a 700 pársecs de distancia respecto al sistema solar.

## Estrellas principales
- γ Velorum (Regor o Suhail Al Muhlif), la estrella más brillante de la constelación con magnitud 1,75. Es un sistema estelar cuya componente principal (γ2 Velorum) es la estrella de Wolf-Rayet más brillante y cercana.

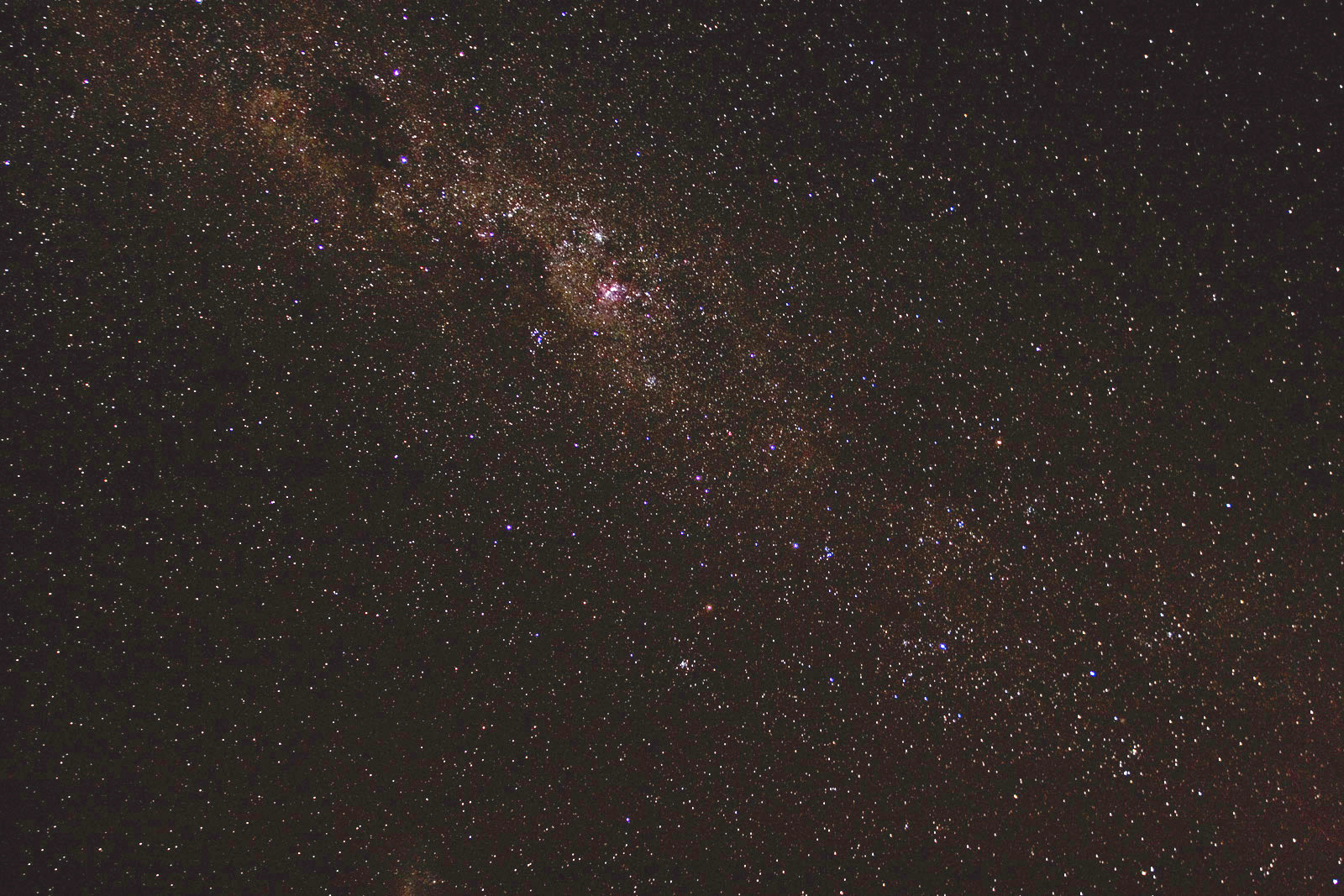
δ Velorum y la falsa Cruz cerca del centro de la imagen

- δ Velorum (Alsephina), segunda estrella más brillante con magnitud 1,95 es un sistema estelar formado por una estrella binaria eclipsante y una enana blanco-amarilla.
- κ Velorum (Markeb), de magnitud 2,47, estrella subgigante blanco-azulada.
- λ Velorum (Suhail o Alsuhail), tercera estrella más brillante de la constelación con magnitud 2,23, una supergigante naranja a 570 años luz.
- μ Velorum, de magnitud 2,69, estrella binaria formada por una gigante amarilla y una enana amarilla. En 1998, el telescopio espacial Extreme Ultraviolet Explorer detectó una fuerte llamarada proveniente de la estrella principal que duró dos días.
- ο Velorum, la estrella más brillante del cúmulo IC 2391, también llamado Cúmulo de Ómicron Velorum.
- φ Velorum (Tseen Ke), de magnitud 3,52, supergigante blanco-azulada a casi 2000 años luz de distancia.
- ψ Velorum, estrella binaria con dos componentes blancas separadas 0,68 segundos de arco.
- C Velorum (HD 73155), distante gigante luminosa naranja de magnitud 4,99.
- L Velorum (HD 83058), subgigante azulada y «estrella fugitiva» que parece provenir del cúmulo IC 2602.
- M Velorum (HD 83446) y q Velorum (HD 88955), estrellas blancas de la secuencia principal de magnitud 4,35 y 3,84 respectivamente.
- N Velorum (HD 82668), gigante naranja de magnitud 3,13.
- O Velorum (HD 84461), estrella blanca de magnitud 5,55.
- e Velorum (HD 73634), gigante luminosa blanca de magnitud 4,17.
- i Velorum (HD 95370), subgigante blanca de magnitud 4,38.
- k Velorum (HD 79940), gigante blanco-amarilla de magnitud 4,64.
- p Velorum (HD 92139 / HD 92140), sistema triple a 86 años luz.

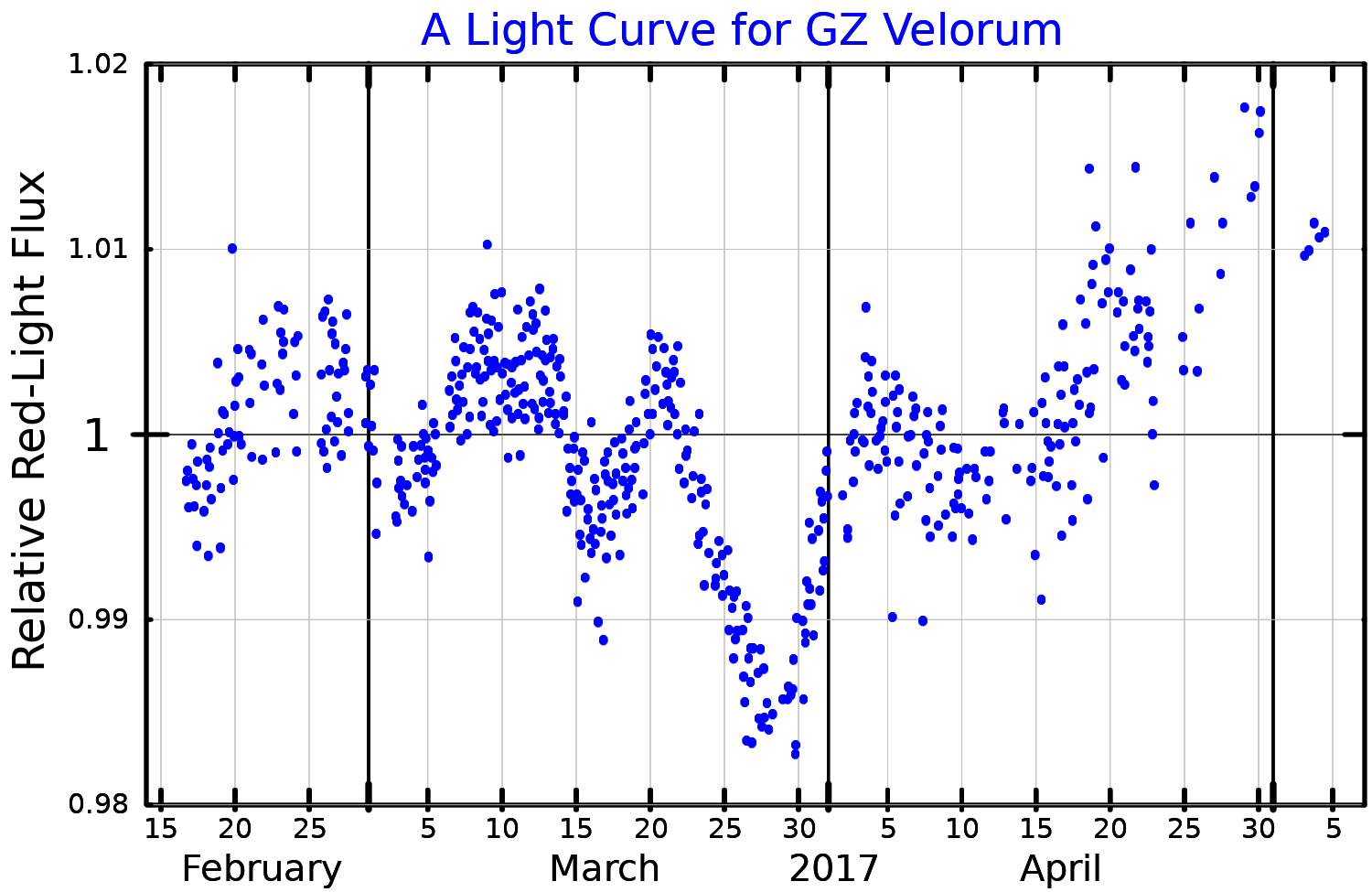
Curva de luz de la variable irregular GZ Velorum

- AI Velorum, estrella variable pulsante prototipo de un grupo de variables que llevan su nombre (variables AI Velorum).
- S Velorum y CV Velorum, binarias cercanas eclipsantes con períodos de 5,934 y 6,889 días respectivamente.
- V Velorum, cefeida cuyo brillo varía entre magnitud 7,19 y 7,95 con un período de 4,371 días.
- GZ Velorum, gigante luminosa naranja y variable irregular de magnitud media 4,58.
- IM Velorum, variable Alfa2 Canum Venaticorum de oscilaciones rápidas; junto al período principal de 2,85 días la estrella muestra pulsaciones cada 11,67 minutos.
- IW Velorum, variable Delta Scuti de magnitud 5,91.
- KQ Velorum, estrella químicamente peculiar y variable Alfa2 Canum Venaticorum.
- KX Velorum, gigante azul y binaria eclipsante.
- LR Velorum, distante supergigante blanco-azulada 60.000 veces más luminosa que el Sol.

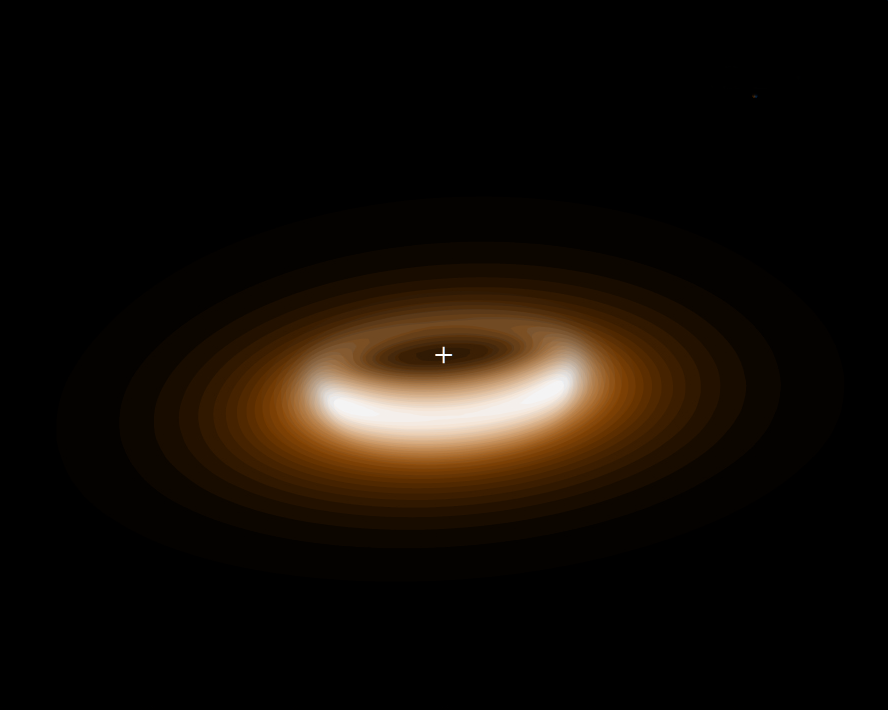
Disco circunestelar alrededor del sistema V390 Velorum. Créditos: European Southern Observatory (ESO).

- LU Velorum, binaria compuesta por dos enanas rojas de tipo M3.5.
- MX Velorum, estrella Be miembro de la asociación estelar Vela OB2.
- PT Velorum, binaria eclipsante cuyo período es de 1,802 días.
- V390 Velorum (IRAS 08544-4431), sistema binario cuya primaria está en una fase de rápida transición desde gigante roja a enana blanca; el sistema se halla rodeado por un disco circunestelar.
- HD 75289 (HR 3497), enana amarilla con un planeta extrasolar.
- HD 83443 y HD 85390, enanas naranjas con sistemas planetarios; HD 83443 b se mueve en una órbita muy próxima a la estrella.
- Gliese 320 y Gliese 370 (HD 85512), dos enanas naranjas distantes entre sí 8,6 años luz. Ambas se encuentran a algo más de 36 años luz del Sistema Solar y la segunda de ellas tiene un planeta extrasolar.
- CPD-57 2874 (CD-57 3107), supergigante azul antigua que está comenzando a desprenderse de su envoltura externa.
- Vela X-1, binaria de rayos X de alta masa formada por la supergigante HD 77581 y un púlsar.

## Objetos de cielo profundo

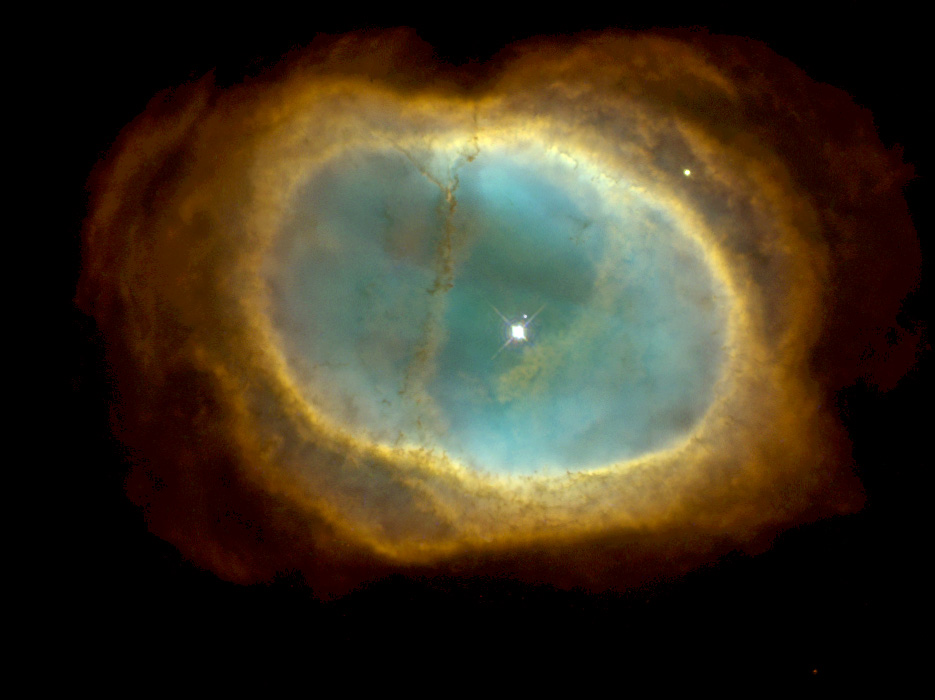
Nebulosa Anillo del Sur (NGC 3132)

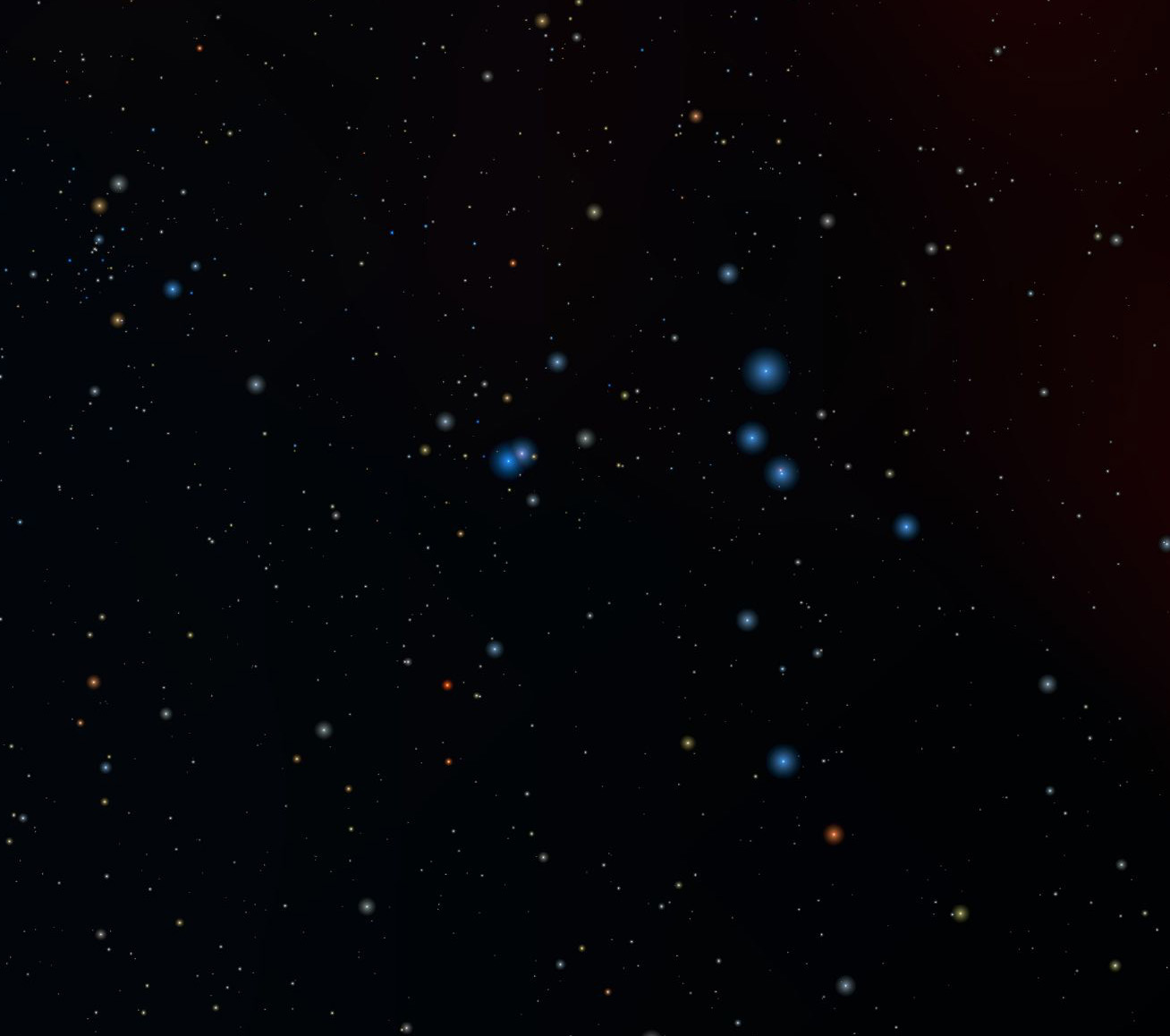
Cúmulo Abierto IC 2391

- Nebulosa planetaria NGC 3132, conocida como Nebulosa del Anillo de Sur, se localiza en la frontera con Antlia. Es considerada la versión meridional de la Nebulosa del Anillo de Lyra. Tiene un diámetro de 0,5 años luz y se encuentra a 2800 años luz de la Tierra. En su centro se pueden observar dos estrellas: la más tenue de la a dos, de magnitud 16, es la enana blanca responsable del proceso de formación de la nebulosa.
- NGC 2792, nebulosa planetaria de forma casi circular. La estrella central tiene una temperatura aproximada de 130 000 K.
- NGC 2899, también una nebulosa planetaria, fue descubierta por John Herschel en 1835.
- Resto de supernova de Vela, en cuyo centro se sitúa el Púlsar de Vela, el primero en ser identificado ópticamente. Se encuentra a unos 815 años luz de distancia y se piensa que la estrella progenitora explotó hace 11 000 - 12 300 años. La Nebulosa del Lápiz (NGC 2736) forma parte de dicho resto de supernova.
- Resto de supernova Vela Jr —o simplemente Vela Junior—, uno de los objetos de su clase más estudiados en todo el espectro electromagnético.
- SNR G272.2-03.2, resto de supernova que apenas emite en radiofrecuencias.
- Nebulosa Gum, nebulosa de emisión difícil de distinguir; se piensa que corresponde también a un remanente de supernova, aunque muy expandido, proveniente una explosión acaecida hace un millón de años aproximadamente.
- Gum 19, región de formación estelar iluminada por la estrella V391 Velorum.
- IC 2391 o Cúmulo de Ómicron Velorum es un cúmulo abierto visible a simple vista. Consta de una treintena de estrellas.
- NGC 2547, joven cúmulo abierto con una edad aproximada de entre 20 y 35 millones de años.
- NGC 2670, cúmulo abierto a 3900 años luz.
- NGC 3201, cúmulo globular distante 16 000 años de la Tierra.
- Objeto Herbig-Haro HH 47; en este caso, la nebulosidad está asociada a una estrella recién formada.